# تحالف خطوط الطيران
تحالف شركات الطيران (airline alliance) هو ترتيب لصناعة الطيران بين شركتين أو أكثر من شركات الطيران التي توافق على التعاون على مستوى كبير. قد توفر التحالفات علامة تجارية تسويقية لتسهيل قيام المسافرين بإجراء اتصالات بالرمز بين شركات الطيران داخل البلدان. قد تتضمن هذه العلامة التجارية تصميمات الطائرات الموحدة للطائرات الأعضاء.
في عام 2015، كانت تحالف ستار هي الأكبر بنسبة 23 ٪ من إجمالي حركة المرور المجدولة في إيرادات الركاب بالكيلومترات (RPKs) / أميال الركاب (RPMs)، تليها سكاي تيم بنسبة 20.4 ٪ وتحالف عالم واحد بنسبة 17.8 ٪، تاركة 38.8 ٪ للآخرين. في عام 2019، من حيث عدد الركاب، تصدرت شركة تحالف ستار 762 راكبًا مليون، تليها سكاي تيم (630 مليون) وتحالف عالم واحد (535 مليون).

## المنطق
يمكن أن تتكون الفوائد من شبكة ممتدة، تتحقق غالبًا من خلال اتفاقيات الرمز المشترك. بدأت العديد من التحالفات كشبكات الرمز المشترك فقط. تأتي تخفيضات التكلفة من مشاركة مرافق التشغيل (مثل أنظمة تقديم الطعام أو أنظمة الكمبيوتر)، وموظفي التشغيل (على سبيل المثال، أفراد المناولة الأرضية، في مكاتب تسجيل الوصول والصعود إلى الطائرة)، والاستثمارات والمشتريات (على سبيل المثال من أجل التفاوض على خصومات إضافية على الحجم). يمكن أن تشمل مزايا المسافر أسعارًا أقل بسبب انخفاض التكاليف التشغيلية لطريق معين، وأوقات مختلفة للاختيار من بينها، والمزيد من الوجهات التي يسهل الوصول إليها، وأوقات السفر الأقصر، والمزيد من خيارات صالونات المطارات المشتركة مع أعضاء التحالف، والوصول السريع إلى جميع أعضاء التحالف إذا الحصول على حالة المسافر الدائم، ومكافآت الأميال الأسرع من خلال كسب الأميال لحساب واحد على العديد من شركات النقل المختلفة، وتذاكر حول العالم، مما يتيح للمسافرين السفر فوق العالم بسعر منخفض نسبيًا.
قد تؤدي التحالفات مع شركات الطيران أيضًا إلى عيوب للمسافر، مثل ارتفاع الأسعار عند محو المنافسة على طريق معين أو رحلات أقل تكرارًا؛ على سبيل المثال، إذا طارت شركتا طيران بشكل منفصل ثلاث مرات ومرتين في اليوم على التوالي على طريق مشترك، فقد يطير تحالفهما أقل من 5 (3 + 2) مرات في اليوم على نفس الطريق. قد يكون هذا صحيحًا بشكل خاص بين المدن المحورية لكل شركة طيران. على سبيل المثال، الرحلات الجوية بين مطار مقاطعة ديترويت ميتروبوليتان واين (محور حصن خطوط دلتا الجوية) ومطار أمستردام شيفول (مركز قلعة كي إل إم).

## تاريخ
تم تشكيل أول تحالف لشركات الطيران في ثلاثينيات القرن الماضي، عندما وافقت شركة بانير دو برازيل وشركتها الأم خطوط بان أمريكان العالمية على تبادل المسارات إلى أمريكا اللاتينية. في عام 1990، أدى اتفاق الخدمات الجوية الأفريقية المشتركة (AJAS) بين تنزانيا وأوغندا وزامبيا إلى إطلاق «أليانز أير» (Alliance Air) في عام 1994، بمشاركة الخطوط الجوية الجنوب أفريقية، وخطوط طيران تنزانيا، والخطوط الجوية الأوغندية، وحكومتي أوغندا وتنزانيا كمساهمين. 
بدأ أول تحالف كبير في عام 1989، عندما وافقت خطوط نورث ويست وكي إل إم على تبادل الرموز على نطاق واسع. في عام 1992، وقعت هولندا على اتفاقية الأجواء المفتوحة الأولى مع الولايات المتحدة، على الرغم من اعتراضات الاتحاد الأوروبي، والتي أعطت كلا البلدين حقوق هبوط غير مقيدة على أراضي الطرف الآخر. عادة يتم منح حقوق الهبوط لعدد ثابت من الرحلات في الأسبوع إلى وجهة ثابتة. يتطلب كل تعديل مفاوضات، غالبًا بين الحكومات وليس بين الشركات المعنية. في المقابل، منحت الولايات المتحدة حصانة ضد الاحتكار للتحالف بين شركة خطوط نورث ويست وكي إل إم. سوف تكافح التحالفات الأخرى لسنوات للتغلب على الحواجز عبر الوطنية والافتقار إلى المناعة ضد الاحتكار، ولا تزال تفعل ذلك. 
تأسست تحالف ستار في عام 1997، والتي جلبت شركات الطيران المنافسة لتشكيل تحالف عالم واحد في 1999 وسكاي تيم في 2000. 
في عام 2007 تم تأسيس «تحالف تاي تونق» (Tai Tung Alliance). والمكون من ثلاث شركات طيران، سيتي إكسبريس التي تتخذ من كوريا مقراً لها، وشركة سوبر فلاير اليابانية، وشركة فاكيشن لاين التي تتخذ من إسبانيا مقراً لها.
في عام 2010، أعلن ريتشارد برانسون، رئيس مجلس إدارة مجموعة فيرجن، عن نيته تشكيل تحالف رابع بين شركات الطيران التي تحمل علامة فيرجن التجارية (فيرجن أتلانتيك؛ فيرجن أمريكا؛ ومجموعة شركات الطيران فيرجن أستراليا القابضة). ثم في سبتمبر 2011، قال برانسون إن شركة فيرجن أتلانتيك ستنضم إلى أحد التحالفات القائمة؛ تكررت هذه الفكرة في أكتوبر 2012. في ديسمبر 2012، اشترت دلتا إيرلاينز حصة الخطوط الجوية السنغافورية البالغة 49٪ في فيرجن أتلانتيك مقابل 224 مليون جنيه إسترليني. تم استيعاب فيرجن أمريكا في خطوط ألاسكا الجوية، التي انضمت إلى تحالف عالم واحد في عام 2021.
في 14 فبراير 2013، تم الإعلان عن اندماج أمريكان إيرلاينز ويو إس إيروايز، مع الاحتفاظ باسم أمريكان إيرلاينز وستبقى في تحالف ون وورلد. سقطت مشاركة الخطوط الجوية الأمريكية في تحالف ستار. في عام 2012، في أمريكا الجنوبية، بدأت خطوط لان (LAN) وخطوط تام اندماجهما. في مارس 2014، مع اكتمال الاندماج، تركت خطوط تام تحالف تحالف ستار وأصبحت جزءًا من خطوط لان في تحالف عالم واحد. 
في 21 سبتمبر 2015، تم تشكيل تحالف فانيليا بين العديد من شركات الطيران الموجودة في منطقة المحيط الهندي، من أجل تحسين الاتصال الجوي داخل المنطقة. الأعضاء المؤسسون هم شركة طيران أوسترال، وطيران موريشيوس، وطيران مدغشقر، وطيران سيشل، وإنت إير إيل. 
في 18 يناير 2016، تم تشكيل أول تحالف لشركات الطيران منخفضة التكلفة، تحالف يو فلاي (U-FLY). الأعضاء المؤسسون - خطوط هونغ كونغ اكسبرس وخطوط لاكي وأورومتشي للطيران وويست أير - ينتمون جميعًا إلى مجموعة أتش أن أيه، على الرغم من أن التحالف يبحث أيضًا عن شركات طيران ليست ضمن المجموعة.
في 16 مايو 2016، تم تشكيل أكبر تحالف في العالم لشركات النقل منخفضة التكلفة، تحالف فاليو. الأعضاء المؤسسون هم سيبو باسيفيك وسيبغو وطيران جيجو وطيران نوك ونوكسكوت وسكوت للطيران وتايغر ايرويز وتايغر اير أستراليا وفانيلا أير.

## التحالفات الحالية

### تحالف ستار

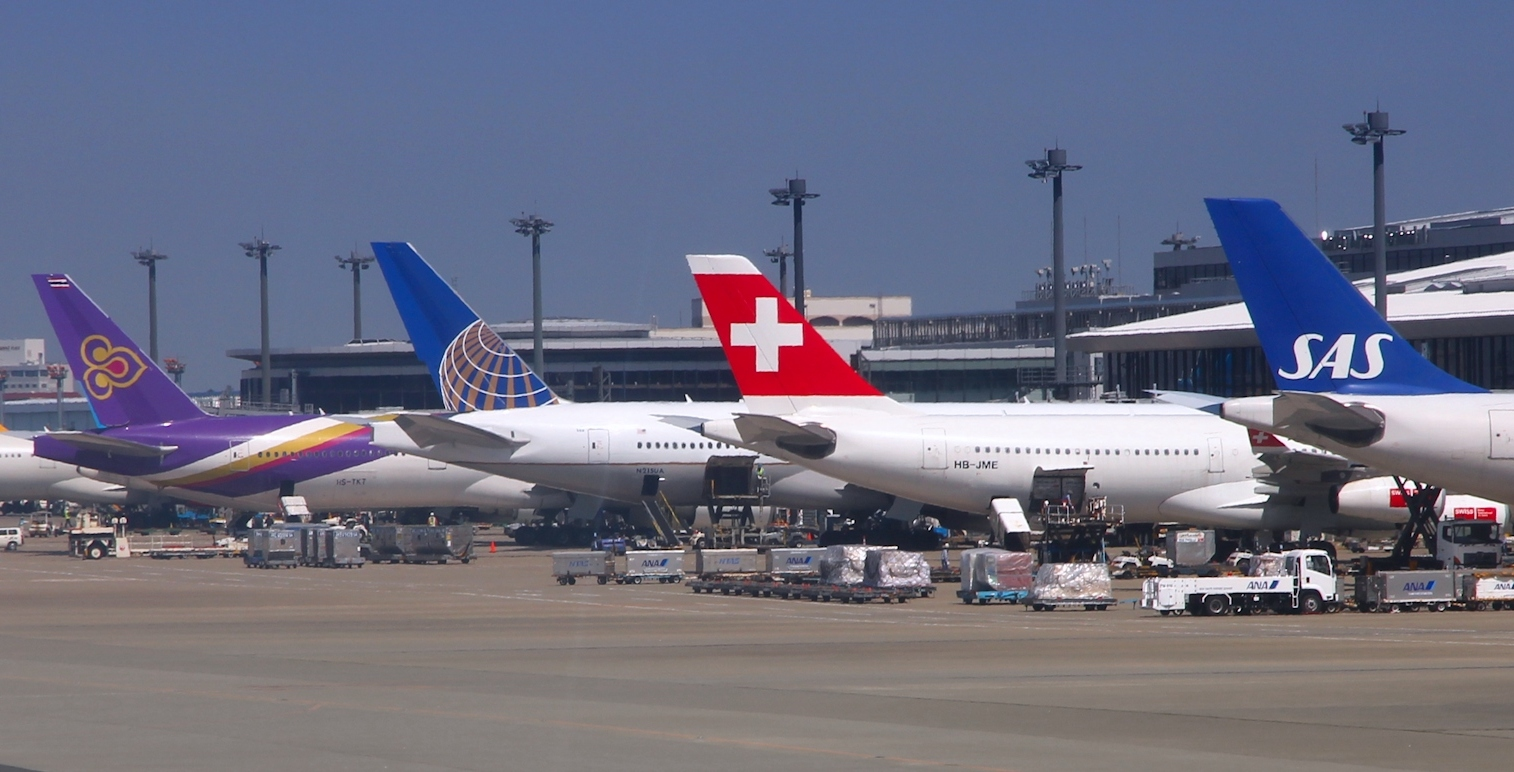
Four members of Star Alliance at Tokyo Narita Airport: Thai، United، Swiss and SAS

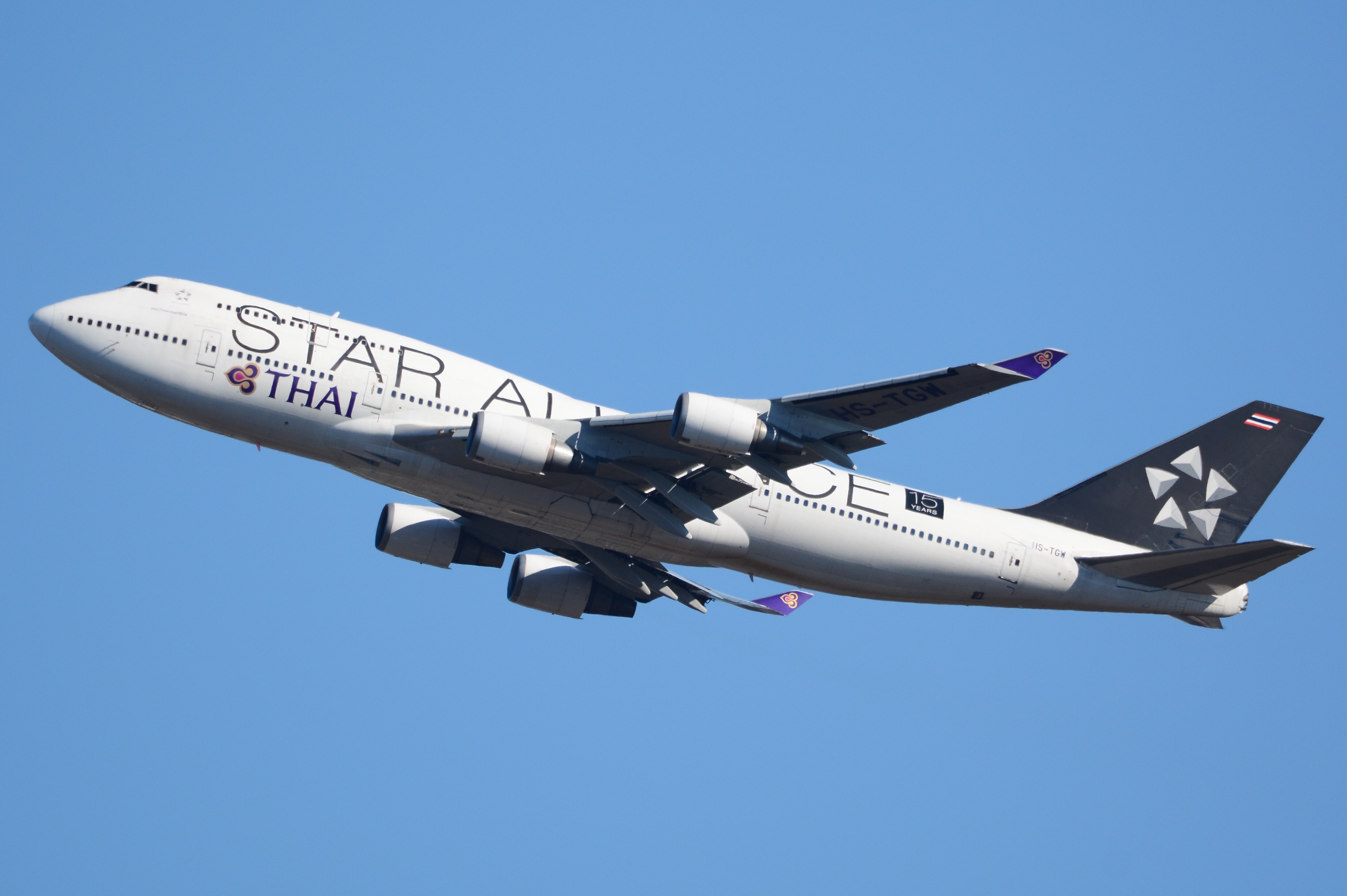
بوينغ 747-400 of الخطوط الجوية الدولية التايلاندية

تحالف ستار، تأسس عام 1997، يضم حاليًا 26 عضوًا:
 خطوط إيجة الجوية، 2010

 طيران كندا، مؤسس

 طيران الصين، 2007

 طيران الهند، 2014

 طيران نيوزيلندا، 1999

 خطوط كل اليابان الجوية، 1999

 خطوط آسيانا الجوية، 2003

 الخطوط الجوية النمساوية، 2000

 أفيانكا، 2012

 الخطوط الجوية البلجيكية، 2009

 خطوط كوبا الجوية، 2012

 الخطوط الجوية الكرواتية، 2004

 مصر للطيران، 2008

 الخطوط الجوية الإثيوبية، 2011

 إيفا للطيران، 2013

 خطوط لوت الجوية البولندية، 2003

 لوفتهانزا، مؤسس

   الخطوط الجوية الإسكندنافية، مؤسس

 خطوط شينزين الجوية، 2012

 الخطوط الجوية السنغافورية، 2000

 خطوط جنوب أفريقيا الجوية، 2006

 الخطوط الجوية الدولية السويسرية، 2006

 تاب برتغال، 2005

 الخطوط الجوية الدولية التايلاندية، مؤسس

 الخطوط الجوية التركية، 2008

 الخطوط الجوية المتحدة، مؤسس
أعضاء سابقون
- خطوط أدريا الجوية، 2004-2019، بائدة
- Ansett Australia، 1999–2001، بائدة
- بلو ون، 2004–2012، الآن عضو منتسب
- بي إم أي، 2000–2012، استوعبت في الخطوط الجوية البريطانية[21]
- خطوط كونتيننتال الجوية، 2009–2012، اندمجت مع الخطوط الجوية المتحدة
- Mexicana de Aviación، 2000–2004، أنضمت تحالف عالم واحد في 2009
- خطوط شانغهاي الجوية، 2007–2010، اندمجت مع خطوط شرق الصين الجوية وانضمت لسكاي تيم في 2011
- إسبانيا للطيران، 2003–2012، بائدة
- أفيانكا السلفادور، 2012–2013، اندمجت مع أفيانكا
- Avianca Brazil، 2015–2019، بائدة
- خطوط تام الجوية، 2010–2014، اندمجت مع خطوط لان الجويةوانضمت لتحالف عالم واحد في 2014
- خطوط الولايات المتحدة الجوية، 2004–2014، انضم لتحالف عالم واحد كعضو منتسب من الخطوط الجوية الأمريكية
- فاريغ، 1997–2007، بائدة

#### شركاء تحالف ستار كونتينق
- خطوط جونياو الجوية، 2017
- Thai Smile، 2020

### عالم واحد

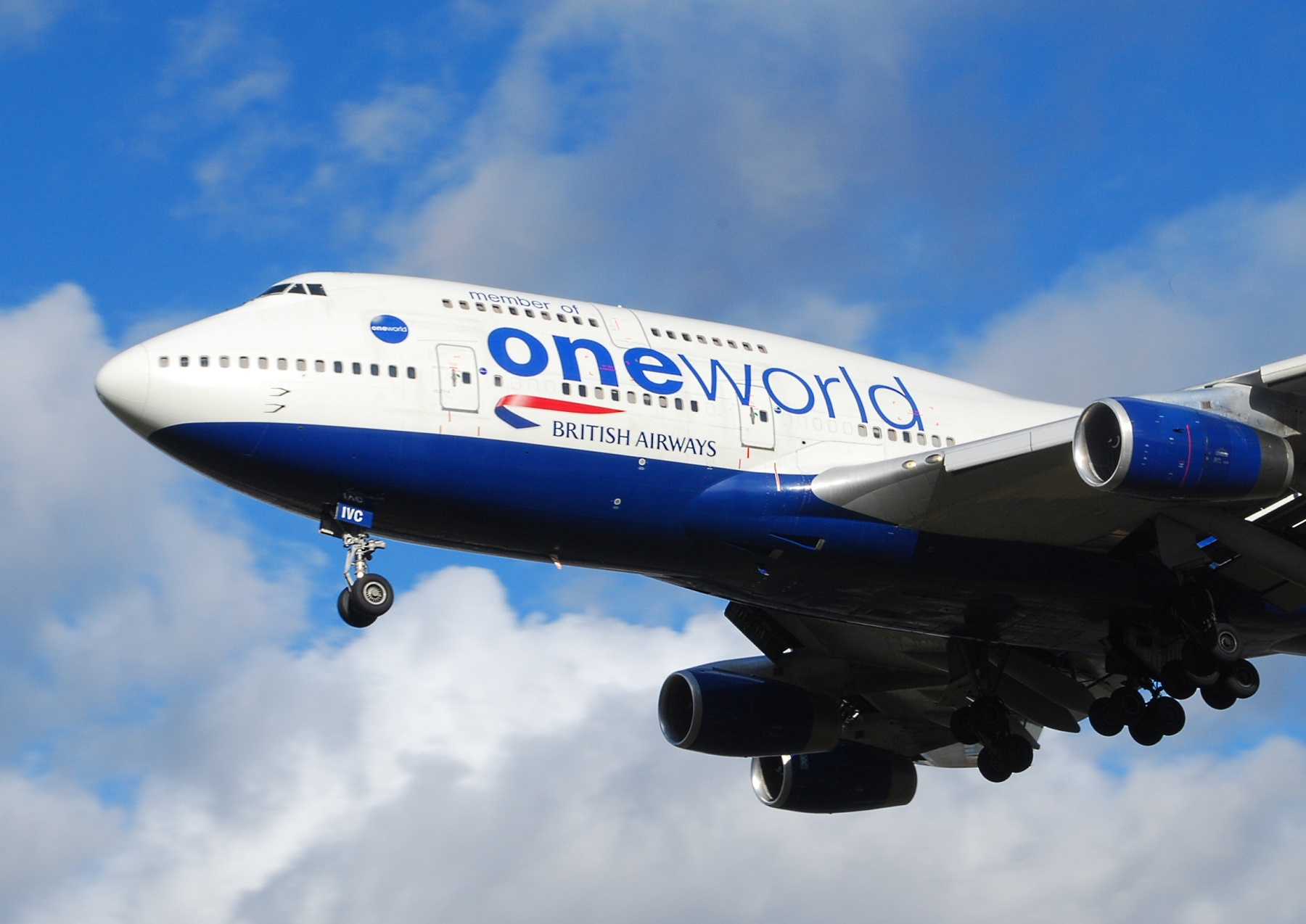
الخطوط الجوية البريطانية بوينغ 747-400

تحالف عالم واحد، تأسس عام 1999، ويضم حاليًا 13 عضوًا:
 خطوط آلاسكا الجوية، 2021

 الخطوط الجوية الأمريكية، مؤسس

 بريتيش إيرويز، مؤسس

 كاثي باسيفيك، مؤسس

 فين إير، 1999

 أيبيريا (شركة طيران)، 1999

 الخطوط الجوية اليابانية، 2007

 الخطوط الجوية الماليزية، 2013

 كانتاس، مؤسس

 الخطوط الجوية القطرية، 2013

 الخطوط الملكية المغربية، 2020

 الملكية الأردنية، 2007

 الخطوط الجوية السريلانكية، 2014
أعضاء سابقون
- طيران برلين، 2010–2017، بائدة
- الخطوط الجوية الكندية، مؤسس، 1999–2000، حصلت عليها طيران كندا
- خطوط تام الجوية، 2014–2020
- خطوط لان الجوية، 2000–2020
- Malév Hungarian Airlines، 2007–2012، بائدة
- Mexicana de Aviación، 2009 (توقفت عن العمل في عام 2010)
- خطوط إس سفن، 2010–2022ـ تم تعليقه من التحالف
- خطوط الولايات المتحدة الجوية، 2014–2015، اندمجت مع الخطوط الجوية الأمريكية

أعضاءمستقبليون
- الطيران العماني، أنضم إلى 2024

#### عشركاء عالم واحد كونكت
- خطوط الباسيفيك الجوية، 2018

Oneworld Transatlantic Joint Venture members
- أير لينغس

### سكاي تيم

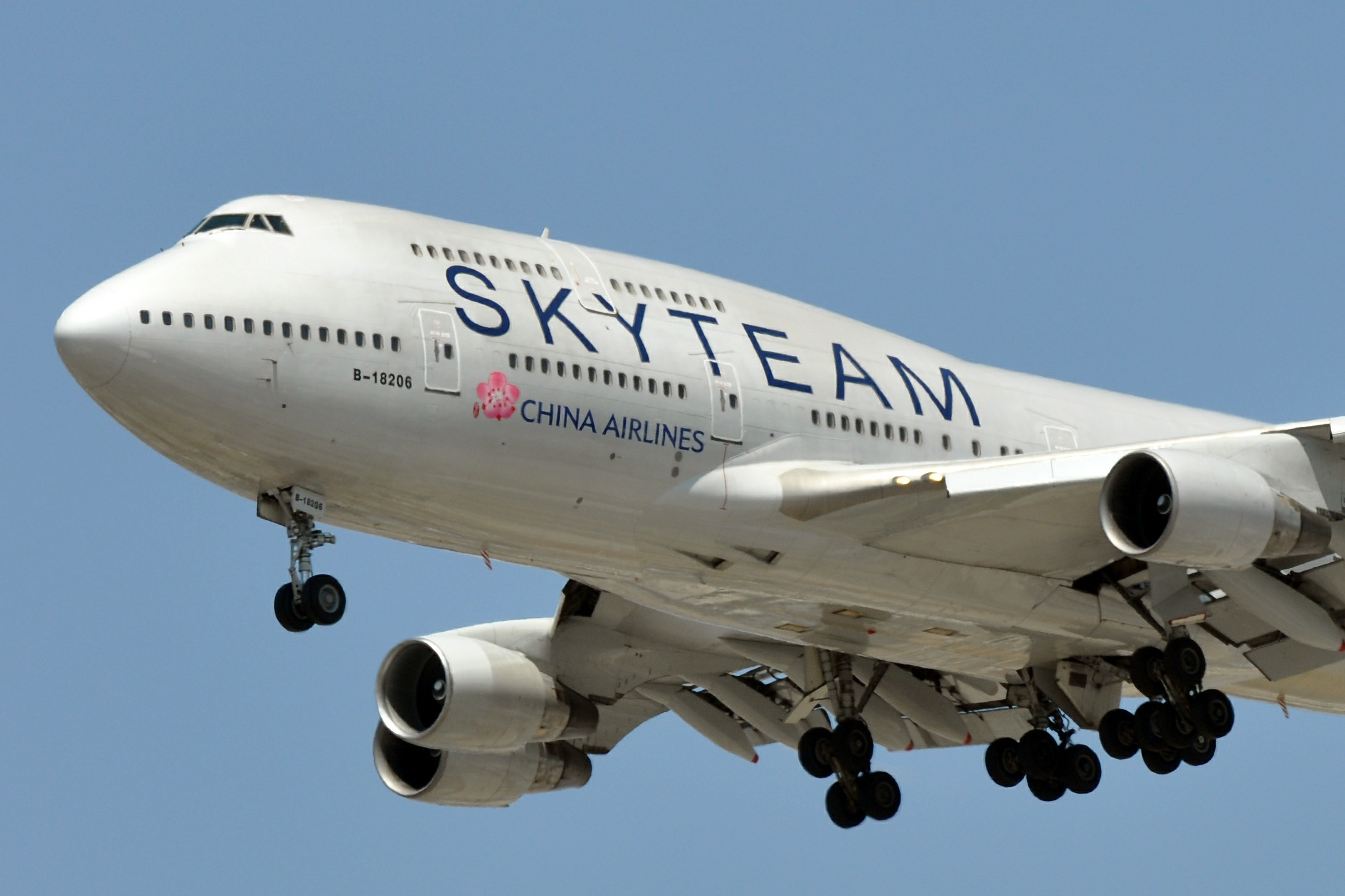
بوينغ 747 لـ الخطوط الجوية الصينية

سكاي تيم، تأسس عام 2000، تضم حاليًا 18 عضوًا:
 الخطوط الجوية الأرجنتينية، 2012

 طيران المكسيك، مؤسس

 طيران أوروبا، 2007

 الخطوط الجوية الفرنسية، مؤسس

 الخطوط الجوية الصينية، 2011

 خطوط شرق الصين الجوية، 2011

 الخطوط الجوية التشيكية، 2001

 خطوط دلتا الجوية، مؤسس

 غارودا إندونيسيا، 2014

 إيتا (شركة طيران)، 2021

 الخطوط الجوية الكينية، 2007

 الخطوط الجوية الملكية الهولندية، 2004

 كوريا للطيران، مؤسس

 طيران الشرق الأوسط، 2012

 الخطوط السعودية، 2012

 تاروم، 2010

 الخطوط الجوية الفيتنامية، 2010

 خطوط زيامن الجوية، 2012
أعضاء سابقون
- إيروفلوت، 2006–2022، علقت من التحالف
- الخطوط الجوية الإيطالية، 2001–2021، بائدة
- خطوط جنوب الصين الجوية، 2007–2018
- خطوط كونتيننتال الجوية، 2004–2009، انضم تحالف ستار في 2009
- خطوط كوبا الجوية، 2007–2009، انضم تحالف ستار في 2012
- خطوط نورث ويست الجوية، 2004–2010، اندمجت مع خطوط دلتا الجوية

### تحالف فانيليا
تحالف فانيليا، تأسس في عام 2015، يضم حاليًا 5 أعضاء:
 طيران أوسترال، مؤسس

 طيران مدغشقر، مؤسس

 طيران موريشيوس، مؤسس

 طيران سيشل، مؤسس

 Int'Air Îles، مؤسس

### تحالف يو-فلاي
تحالف يو-فلاي، تأسس عام 2016، ويضم حاليًا 5 أعضاء:
 خطوط هونغ كونغ اكسبرس، مؤسس

 خطوط لاكي الجوية، مؤسس

 أورومتشي للطيران، مؤسس

 West Air ‏، مؤسس

 Eastar Jet، 2016

### تحالف فاليو
تحالف فاليو، تأسس في عام 2016، يضم حاليًا 5 أعضاء:
 سيبو باسيفيك، مؤسس

 Cebgo، مؤسس

 Jeju Air، مؤسس

 طيران نوك، مؤسس

 سكوت للطيران، مؤسس
أعضاء سابقون
- NokScoot، 2016–2020، بائدة
- تايغر ايرويز، 2016–2017، اندمجت مع سكوت للطيران
- Tigerair Australia، 2016–2018، مؤسس
- Vanilla Air، 2016–2018، مؤسس، اندمجت مع Peach Aviation

## إحصائيات

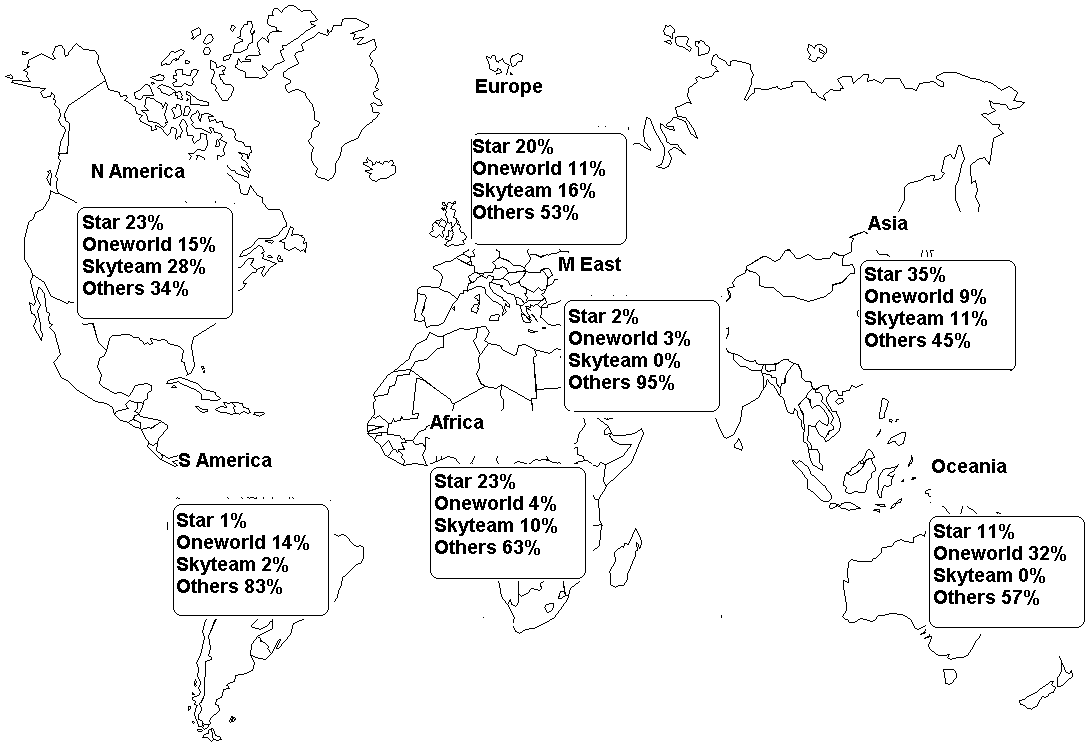
الحصة السوقية لاتحاد شركات الطيران حسب سعة الشبكة 2007

| تحالف           | أعضاء | ركاب /سنة | تخدم دول | محطات | أسطول | موظفين  | إيردات /سنة (US$) | رحلات /يومية | راكب    | راكب  |
| --------------- | ----- | --------- | -------- | ----- | ----- | ------- | ----------------- | ------------ | ------- | ----- |
| تحالف ستار      | 26    | 642.1 Mn  | 195      | 1,360 | 5,000 | 432,603 | 179.05 Bn         | 19,000       | 1536 Bn | 23%   |
| سكاي تيم        | 19    | 665.4 Mn  | 175      | 1,062 | 3,937 | 481,691 | 140.98 Bn         | 17,343       | 1362 Bn | 20.4% |
| تحالف عالم واحد | 14    | 557.4 Mn  | 161      | 1,016 | 3,560 | 382,913 | 130.92 Bn         | 13,814       | 1189 Bn | 17.8% |
| تحالف فاليو     | 7     | 180 Mn    | 30       | 183   | 554   | -       | -                 | 400          | 107 Bn  | 1.6%  |
| تحالف يو-فلاي ‏  | 8     | 200 Mn    | 18       | 149   | 593   | -       | -                 | 420          | 40 Bn   | 0.6%  |
| تحالف فانيليا   | 5     | 2.3 Mn    | 26       | 89    | 46    | -       | -                 | -            | -       |       |

## روابط خارجية
- عالم واحد
- فريق السماء
- تحالف الستار
- تحالف القيمة